# Zahrada bohů

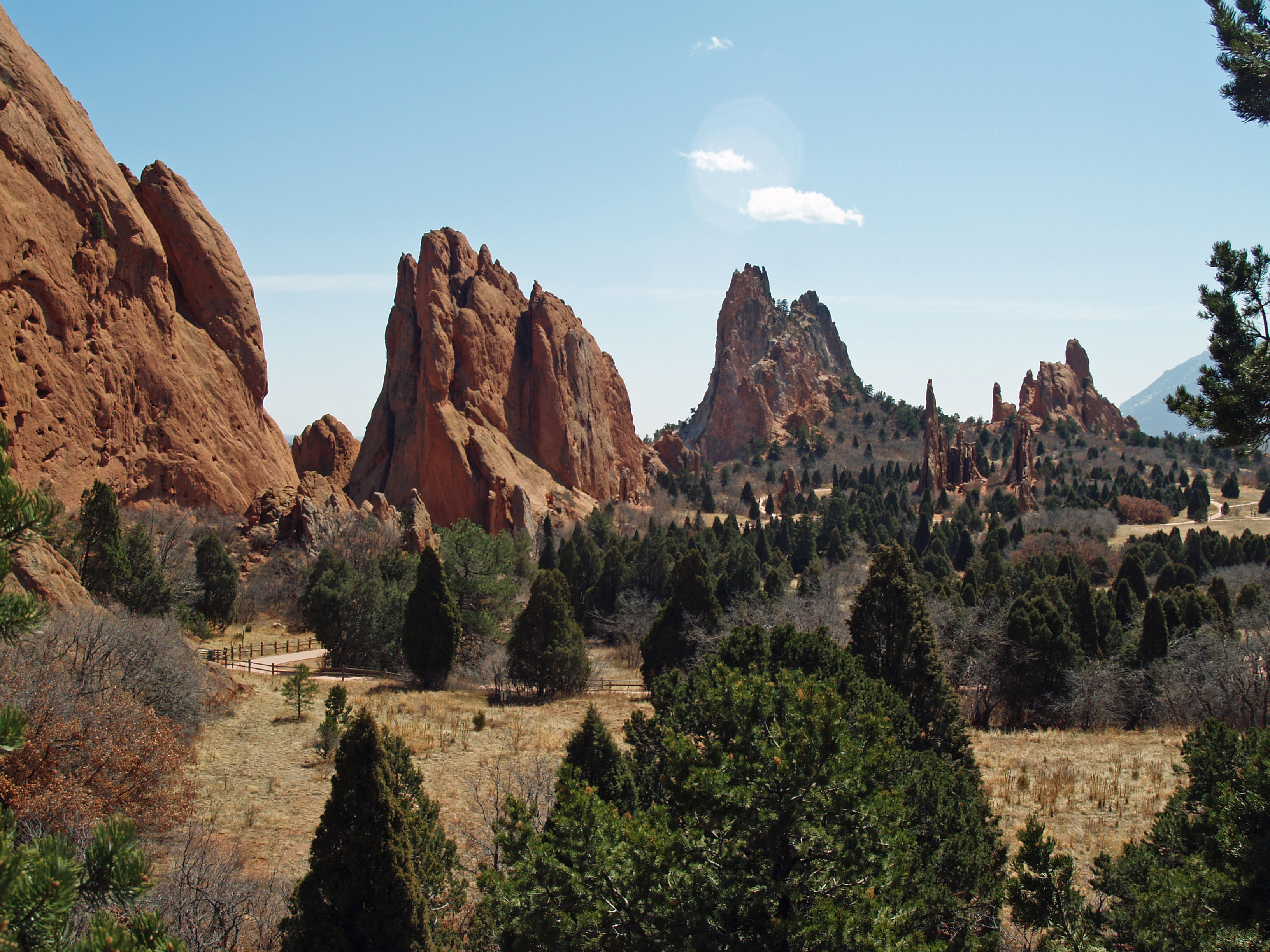
Údolí katedrál (Cathedral Valley) v Zahradě bohů u Colorado Springs

Zahrada bohů (angl. Garden of the Gods) je přírodní park na západním okraji města Colorado Springs v okrese El Paso ve státě Colorado v USA. Od roku 1971 je tato oblast na seznamu národních přírodních památek USA (National Natural Landmark – NNL).

## Historie
Podle archeologických nálezů v regionu Zahrady bohů existovaly určité známky osídlení již v období kolem roku 1300 před naším letopočtem, další důkazy jsou z doby asi 250 let před n. l. V oblasti přebývaly různé kmeny původních obyvatel Ameriky – Apačové, Čejenové, Komančové, Kajovové, Lakotové, Ponyové, Šošoni a Utové (Jutové), přičemž pobyt posledně jmenovaných je doložen petroglyfy na zdejších skalách.

### Objevení a pojmenování lokality
K objevení této pozoruhodné lokality došlo v roce 1859, kdy dva geodeti z Denveru v tomto kraji prováděli průzkum a zaměřování pozemků pro založení budoucího města Colorado City (na seznamu národních historických památek USA, dnes součást města Colorado Springs). Jeden z těchto inspektorů, Rufus Cable, tehdy tuto výjimečnou přírodní scenérii nazval Zahradou bohů a toto pojmenování se zachovalo do dnešních dnů.

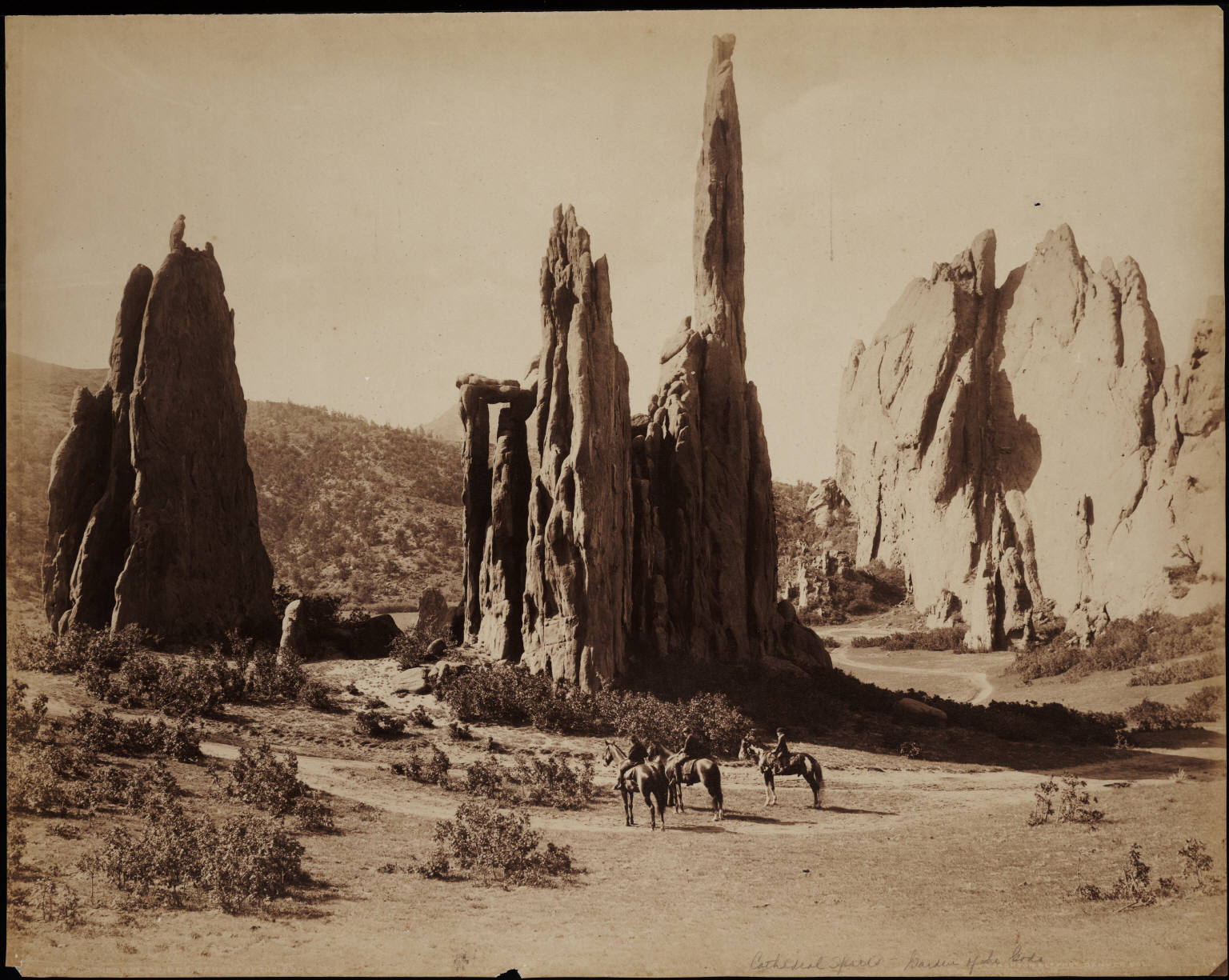
Jezdci v Garden of the Gods, konec 19. století. Foto: William Henry Jackson

### Vznik parku
Vznik parku je neoddělitelně spjat s historií města Colorado Springs, založeného v roce 1871 generálem Williamem Jacksonem Palmerem. Generál Palmer v roce 1879 požádal svého přítele Charlese Elliotta Perkinse, který stál v čele Burligtonské železniční společnosti, o vybudování železnice z Chicaga do Colorado Springs. Ch. E. Perkins sice tehdy zakoupil rozsáhlé pozemky v oblasti Zahrady bohů, avšak dal přednost zachování zdejší nedotčené přírody, nikdy zde žádné stavby nevybudoval a nedovolil je vybudovat ani v budoucnu. Po Perkinsově smrti v roce 1907 dědici tohoto železničního magnáta v souladu s jeho závětí všechny tyto pozemky o celkové rozloze 480 akrů předali městu Colorado Springs za účelem zřízení veřejného parku.

## Geologie a paleontologie
Rozmanité skalní tvary, včetně četných skalních věží, jehel a viklanů, vytvářející unikátní scenérii Zahrady bohů, mají svůj původ v písčitých a vápnitých sedimentech. V průběhu pozdějšího vyzdvižení masívu Pikes Peak bylo uložení těchto hornin porušeno a některé vrstvy se ocitly ve vertikální poloze. Současný tvar červených, růžových a bílých pískovců, slepenců a vápenců v parku je výsledkem dlouhodobých procesů eroze a zvětrávání. Červená barva je odvozena od obsahu hematitu v pískovci.
Z lokality Zahrady bohů jsou doloženy četné nálezy fosílií – od otisků schránek mlžů, až po kosti dinosaurů. V roce 1878 zde profesor coloradské univerzity James H. Kerr našel pozůstatky 21 různých údajných "mořských příšer". Některé z těchto fosílií v důsledku zájmu tamních paleontologů byly v roce 1886 převezeny na Yaleovu univerzitu a označeny jako pozůstatky býložravého dinosaura camptosaura. Posléze se na tyto nálezy zapomnělo. V roce 1997 byly zmíněné fosílie formou daru předány do návštěvnického centra v parku Zahrada bohů, kde je začali zkoumat zdejší vědci, Ken Carpenter a Cathleen Brillová. V roce 2006 pak publikovali svá zjištění, že údajný camptosaurus, jehož lebku zkoumali, je zcela novým, dosud neznámým druhem dinosaura, který žil v této oblasti před zhruba 125 milióny let. Na počest svého někdejšího objevitele a místa nálezu byl tento druh nazván Theiophytalia Kerri.

## Přístup
Park Zahrada bohů se nachází na území při západním okraji města Colorado Springs, mezi lázeňským městečkem Manitou Springs, silnicí US 24 a místní železniční tratí Manitou and Pike 's Peak Railway na jihu a mezi jihovýchodním okrajem hranic přírodní rezervace Pike National Forest na severu.

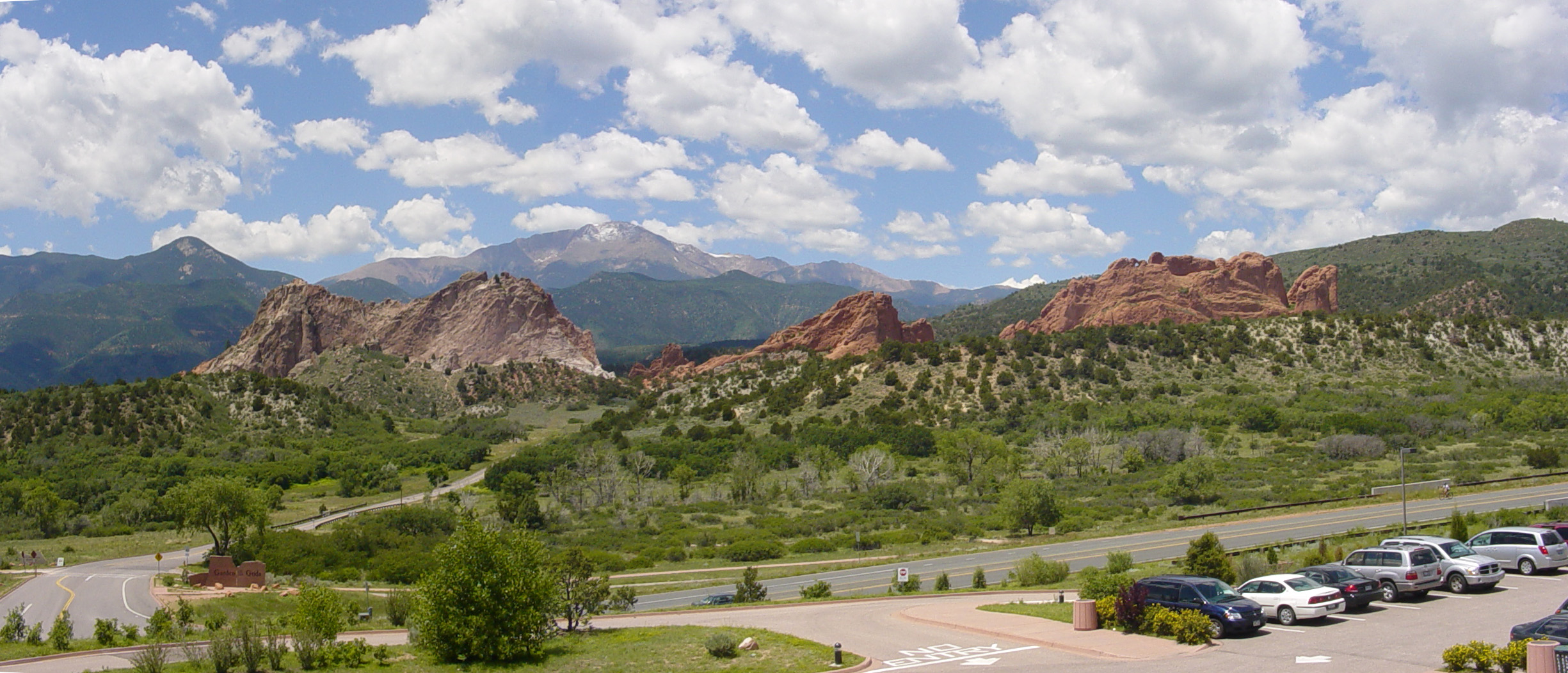
Pohled na Zahradu bohů od příjezdové komunikace, v pozadí Pikes Peak

Vstupní budova Garden of the Gods Visitor & Nature Center je na North 30th Street západně od Mesa Road a od železniční tratě z Denveru do Puebla, zhruba 9 km jižně od areálu Vojenské letecké akademie USA (United States Air Force Academy) v Colorado Springs.
Vstup do areálu je volný, přírodní park je přístupný v letních měsících od 8 do 19 hodin a v zimě od 9 do 17 hodin. Park je protkán stezkami pro pěší turisty a cyklisty, některé cesty jsou přizpůsobeny i pro vozíčkáře.

### Horolezectví
Skály v přírodním parku jsou hojně využívány pro horolezecké aktivity. Zahrada bohů je jednou z nejstarších oficiálně uznávaných lezeckých oblastí v USA. Stalo se tak především zásluhou Alberta Ellingwooda, profesora coloradské univerzity, který zde začal uplatňovat lezecké techniky, přinesené z Evropy. Jméno tohoto místního průkopníka horolezectví nesou některé skalní útvary v parku a řada lezeckých cest, které jím byly vyznačeny ve 20. letech 20. století, je využívána dodnes.

## Ukázky skalních tvarů

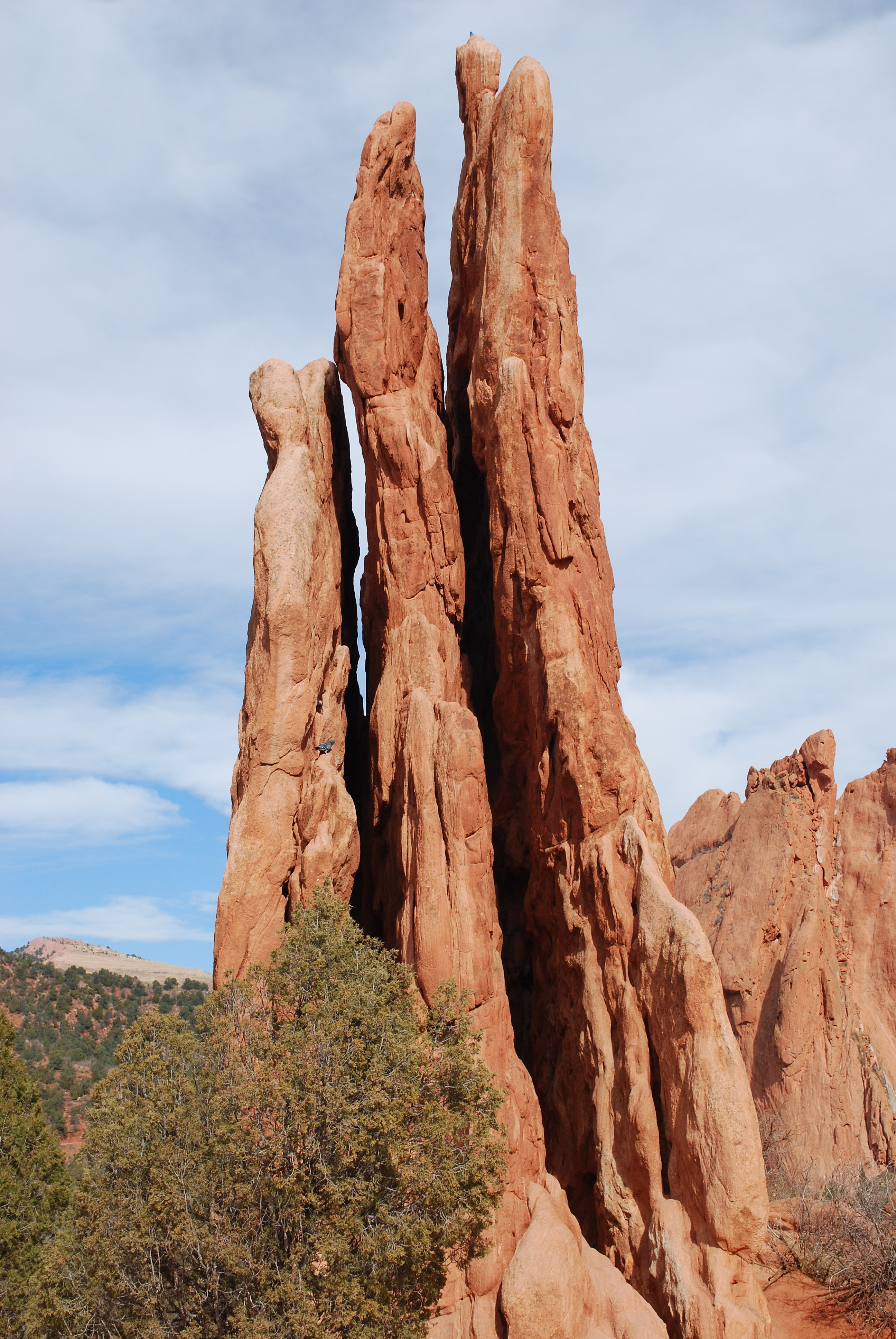
Skalní jehly "Tři Grácie" ("Three Graces")
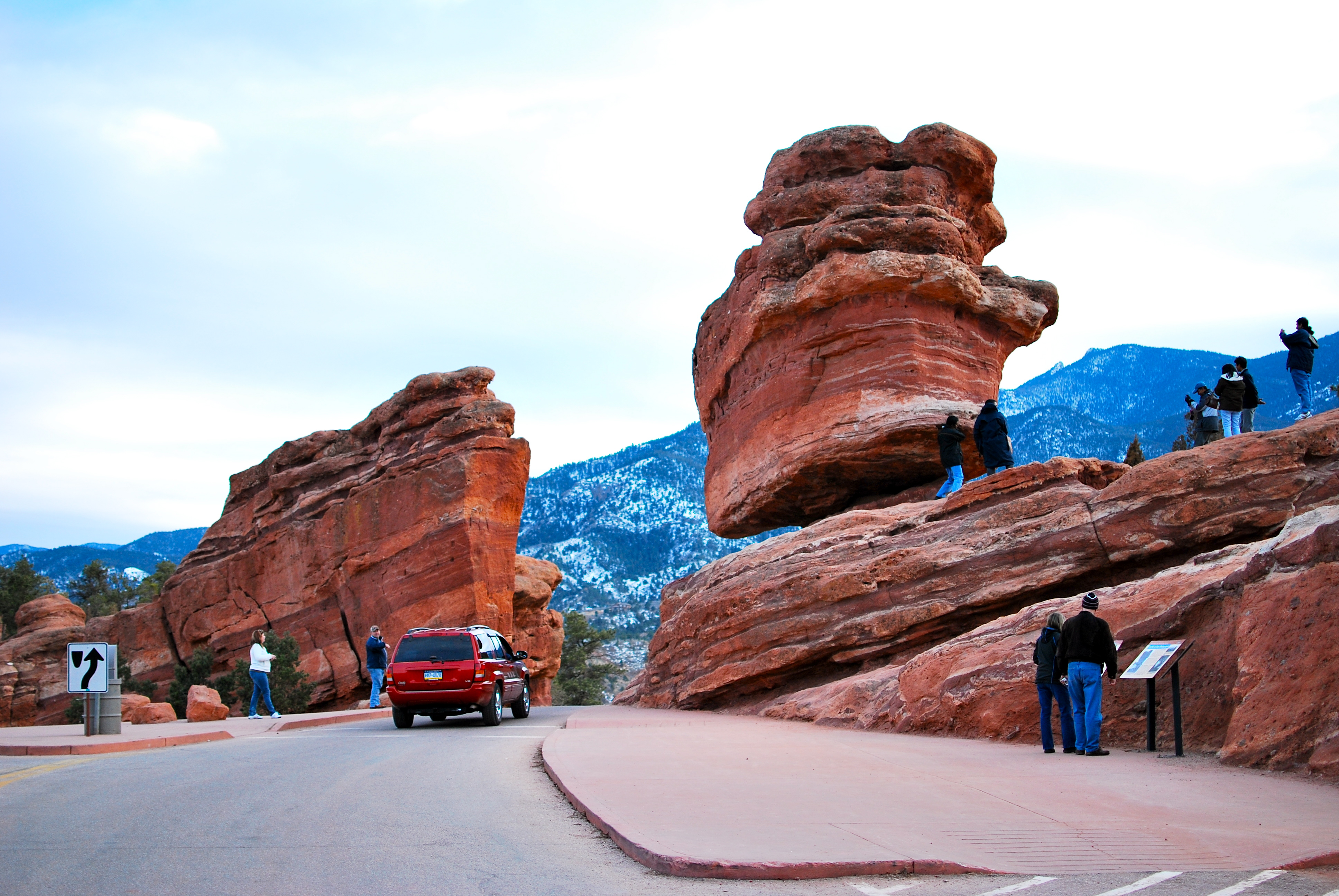
"Parník"("Steamboat Rock") a viklan "Balanced Rock"
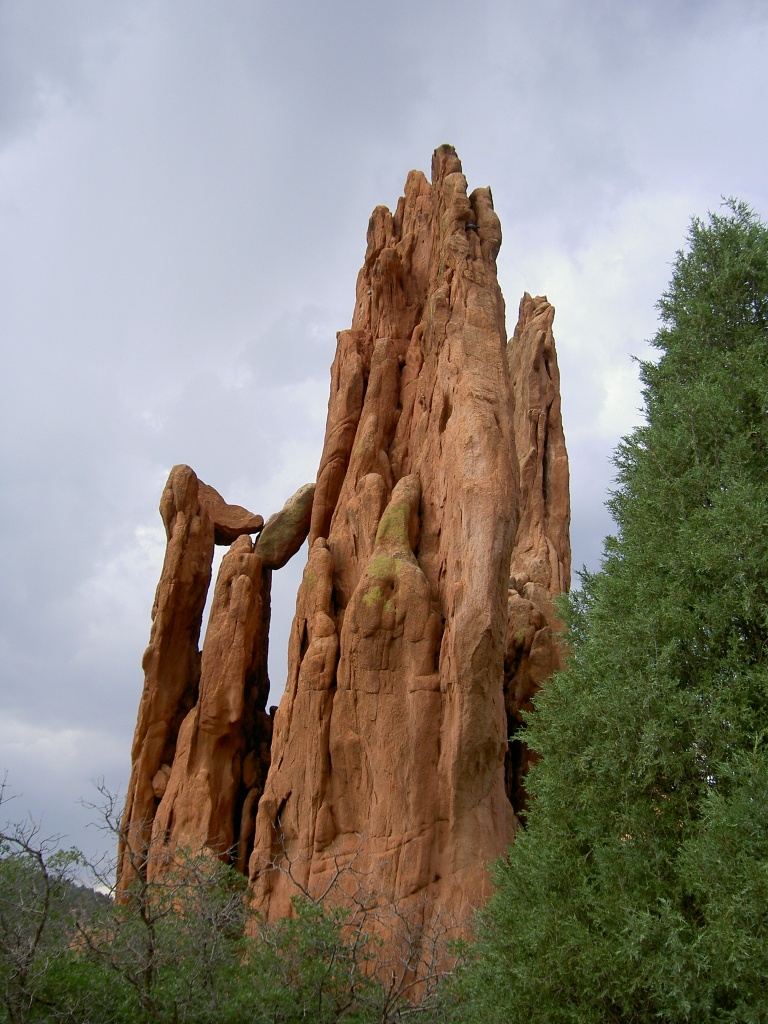
Jedna ze skalních "Věží katedrál"
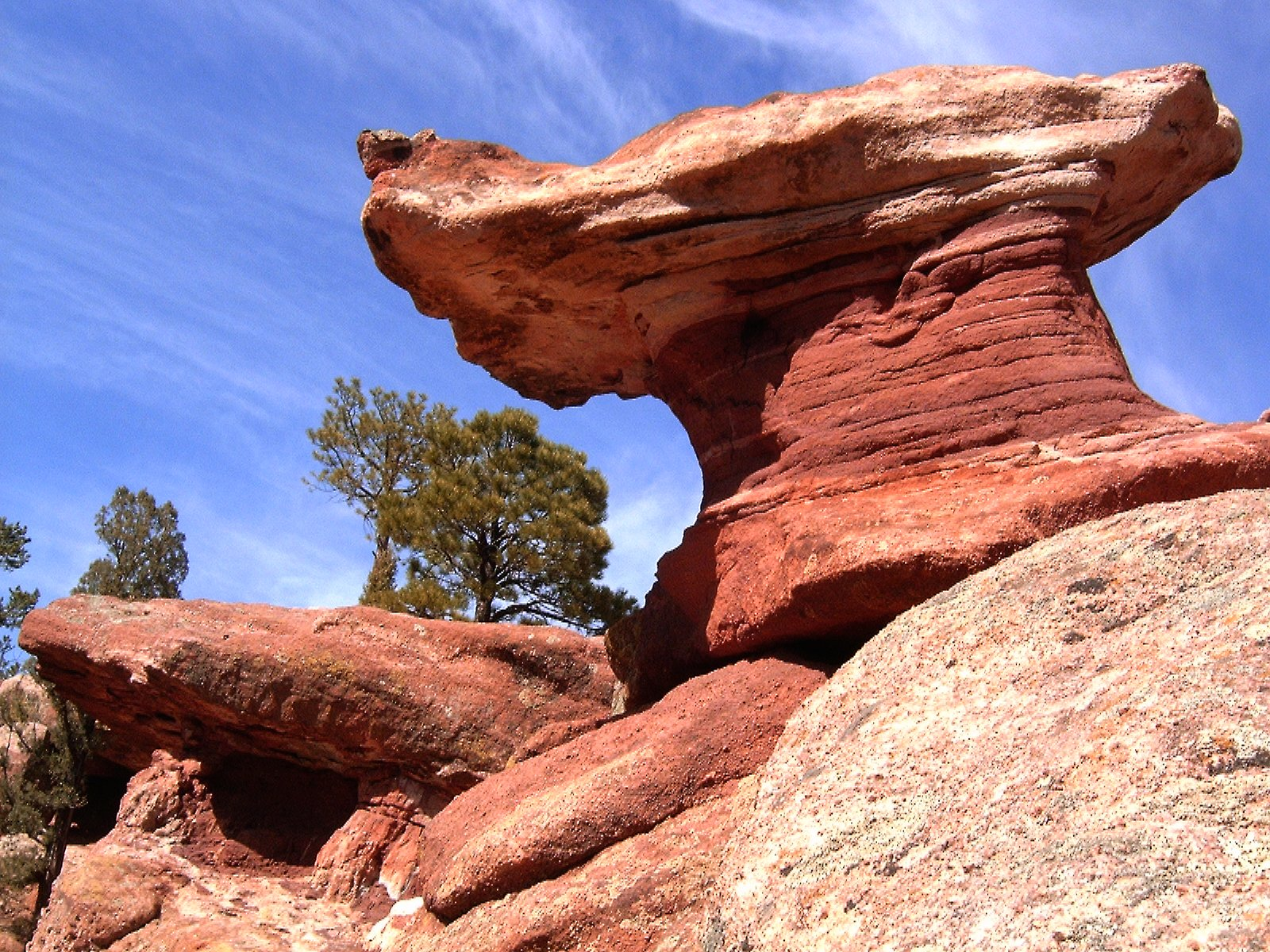
Pískovcový skalní hřib